# Open Music Model
Open Music Model (OMM) – ekonomiczny i organizacyjny model biznesowy działania przemysłu muzycznego zaproponowany na podstawie badań przeprowadzonych w Massachusetts Institute of Technology (MIT) w latach 2001-2003. Zakłada on, że w przyszłości dystrybucja nagrań muzycznych będzie odbywać się w trybie abonamentowej usługi udostępniania strumieni danych lub plików a nie sprzedaży egzemplarzy utworów chronionych przed kopiowaniem zabezpieczeniami technicznymi w rodzaju DRM. Według wyników badań opisanych niżej, zmianę systemu dystrybucji spowoduje ekonomiczna nieopłacalność stosowania rzeczywiście skutecznych zabezpieczeń tego rodzaju, związana głównie z kosztami zwalczania piractwa. Twórcy tych badań zasugerowali też średnią cenę miesięcznego abonamentu nielimitowanego dostępu do usługi dla Stanów Zjednoczonych, która zapewni równowagę na rynku umożliwiającą przetrwanie dotychczasowych i przyszłych wytwórni muzycznych i zarazem marginalizująca potrzebę pozyskiwania muzyki z nielegalnych źródeł przez konsumentów.

## Model
Model, wraz z opisem badań, które doprowadziły do jego zaproponowania został opublikowany w 2002 r. przez  Shumana Ghosemajumdera w obronionej pracy doktorskiej “Advanced Peer-Based Technology Business Models.” Pierwotnie nazwał on ten system "Open Clearinghouse Network" Rok później model został doprecyzowany i nadano mu współczesną nazwę, oraz rozpoczęto badanie ankietowe mające ustalić optymalną cenę miesięcznego abonamentu za tego rodzaju usługę.
Model ten wywodzi się z analizy badań "podziemnej" wymiany plików muzycznych i związanych z tym kosztów i ryzyka dla konsumenta oraz kosztów walki z tym zjawiskiem jakie ponosi przemysł muzyczny. Badacze przeanalizowali wymianę plików muzycznych w takich sieciach jak Napster, Kazaa, Morpheus, AudioGalaxy, Gnutella, mp3.com i OpenMap system,  a także motywacje osób uczestniczących w tej wymianie. Z ich badań wyłonił się obraz typowego konsumenta, który korzysta z tych kanałów dystrybucji głównie ze względu na wygodę i niskie ryzyko bycia pociągniętym do odpowiedzialności prawnej. Badacze przeprowadzili też ankietę wśród przedstawicieli wytwórni muzycznych dotyczącą ich zdania na temat kierunków rozwoju rynku muzycznego. Badania dowiodły, że główną siłą napędową tej wymiany nie jest bezpłatność, lecz łatwość dostępu. Ponadto badania te i zestawienie danych o ruchu w sieciach peer-to-peer i dochodów przemysłu muzycznego nie stwierdziły wpływu tej wymiany na spadek sprzedaży muzyki w formie tradycyjnej. Badania wykazały, że najaktywniejsi konsumenci podziemnej wymiany plików jednocześnie kupowali najwięcej płyt CD..
Zaproponowany model zakłada taki sposób interakcji konsumenta z właścicielami praw do muzyki, w którym muzyka jest oferowana jako rodzaj usługi, a nie towaru przez przedsiębiorstwa, które pośredniczą między właścicielami/wytwórcami. Analiza rynku amerykańskiego z przełomu 2002/2003 r. przeprowadzona przez badaczy z MIT sugeruje, że cena równowagowa za miesięczny dostęp do nielimitowanej możliwości ściągania muzyki, którą bez oporu zaakceptowałaby większość klientów to ok. 10 USD, zaś cena równowagi popyt-podaż to ok. 5 USD. Jednocześnie symulacja potencjalnych dochodów z rynku tego rodzaju usług została obliczona na ok. 3 miliardów USD rocznie, czyli ok. 1/3 wartości dochodu z rynku muzycznego istniejącego w USA w 2002 r..
Idealny model zakłada, że przyszły system dystrybucji powinien być oparty na następujących warunkach:

| # | Warunek               | Opis |
| - | --------------------- | --- |
| 1 | Otwarte dzielenie się | użytkownicy muszą mieć swobodę dzielenia się plikami |
| 2 | Otwarte formaty       | utwory muszą być udostępniane w otwartych formatach takich jak ogg                                                                                      |
| 3 | Otwarte członkostwo   | każdy właściciel praw autorskich musi mieć prawo do umieszczenia swoich utworów i czerpania korzyści z ich dystrybucji na jednakowych zasadach z innymi |
| 4 | Otwarte opłaty        | opłaty abonamentowe muszą być przyjmowane na wszystkie dostępne na rynku sposoby on-line (serwisy płatnicze, karty płatnicze, przelewy, SMS-y)          |
| 5 | Otwarta konkurencja   | różne formy dystrybucji muszą z sobą współpracować a nie monopolizować rynek                                                                            |

## Praktyka
Jakkolwiek OMM dobrze przewidział niepowodzenie systemów dystrybucji plików z muzyką opartą na DRM nikt dotąd nie stworzył praktycznie działającego systemu w pełni zgodnego z tym modelem. Niemniej wiele jego elementów znalazło swoje zastosowanie w szeregu dostępnych na rynku serwisów oferujących muzykę:
- Odejście od DRM przez iTunes i Amazon.com nastąpiło w latach 2007-2009. Zostało ono rozpoczęte publicznym apelem Steve'a Jobsa, szefa Apple Inc. o zaniechanie stosowania tego mechanizmu w przemyśle muzycznym[4]. Kilka miesięcy później Amazon.com uruchomiło swój system sprzedaży plików muzycznych bez stosowania DRM[5], a rok później z DRM całkowicie zrezygnowało iTunes[6]
- Powstało kilkanaście serwisów abonamentowych, które zaadaptowały wiele cech modelu OMM, takich jak Spotify, Rhapsody, Deezer i  iTunes Match; choć żaden z nich nie zaadaptował go w pełni, a niektóre z nich stosują DRM; wszystkie one oferują cenę miesięcznego abonamentu obliczoną jak dla OMM i wynoszącą od 5 do 25 USD, są otwarte dla małych wytwórni i niezależnych wykonawców, posiadają funkcje integrujące korzystające z nich osoby, oraz umożliwiają powiązanie kont z serwisami społecznościowy[7][8][9][10][11]
- Niemieckie przedsiębiorstwo Playment ogłosiło w połowie 2011 r. że pracuje nad rzeczywistym wdrożeniem pełnego modelu OMM[12].

## Krytyka
Krytyka modelu OMM skupia się głównie na tym, że nie wyeliminuje on zjawiska piractwa, głównie ze względu na ogólną niechęć do płacenia za słuchanie muzyki. Wyrażano również wątpliwości dotyczące kwestii możliwości skonstruowania serwisu, który z jednej strony zapewnia prywatność użytkowników, a z drugiej umożliwia rzetelne obliczanie tantiem dla twórców i właścicieli praw do utworów oraz tego, czy ten model dystrybucji będą chcieli zaakceptować główni gracze na rynku muzycznym.